# Вулиця Крааві
Вулиця Кра́аві (ест. Kraavi tänav — Ров'яна вулиця) — вулиця в історичній частині Нарви, від вулиці Пімеайа до вулиці Вестерваллі .

## Історія
На міському плані 1905 року вказана як Ров'яна, на планах 1912 і 1927 років — як Kraawi або Kraavi (назва була перекладена естонською мовою).
Після совєцької окупації, у 1952 році вулицю перейменували на честь Олега Кошового.
11 травня 1994 року за рішенням міської влади було відновлено первісну назву вулиця Крааві.
Сучасний будинок № 2 є одним з найстаріших будівель, що збереглися в старому місті (побудований наприкінці XVIII століття, в першій половині XIX століття належав коменданту Нарвської фортеці барону фон Веліо). У 1845 році в цьому будинку зупинявся російський імператор Микола I. В 1847 році будинок був придбаний для Нарвського повітового училища. У 1877 році будинок зайняла Нарвська чоловіча гімназія. В 1916 році цей будинок був перебудований за проєктом архітектора Олександра Владовського, в цьому вигляді будинок дійшов до наших днів.
1 вересня 1884 року на вулиці, в будинку мера Нарви Адольфа Гана (на місці сучасного будинку № 1), було відкрито жіночу гімназію. Будівля гімназії сильно постраждала під час німецько-радянської війни та була знесена. У 1960 році на цьому місці зведено сучасну будівлю естонської Нарвської гімназії .
Вулиця забудовується новобудовами

## Визначні пам'ятки

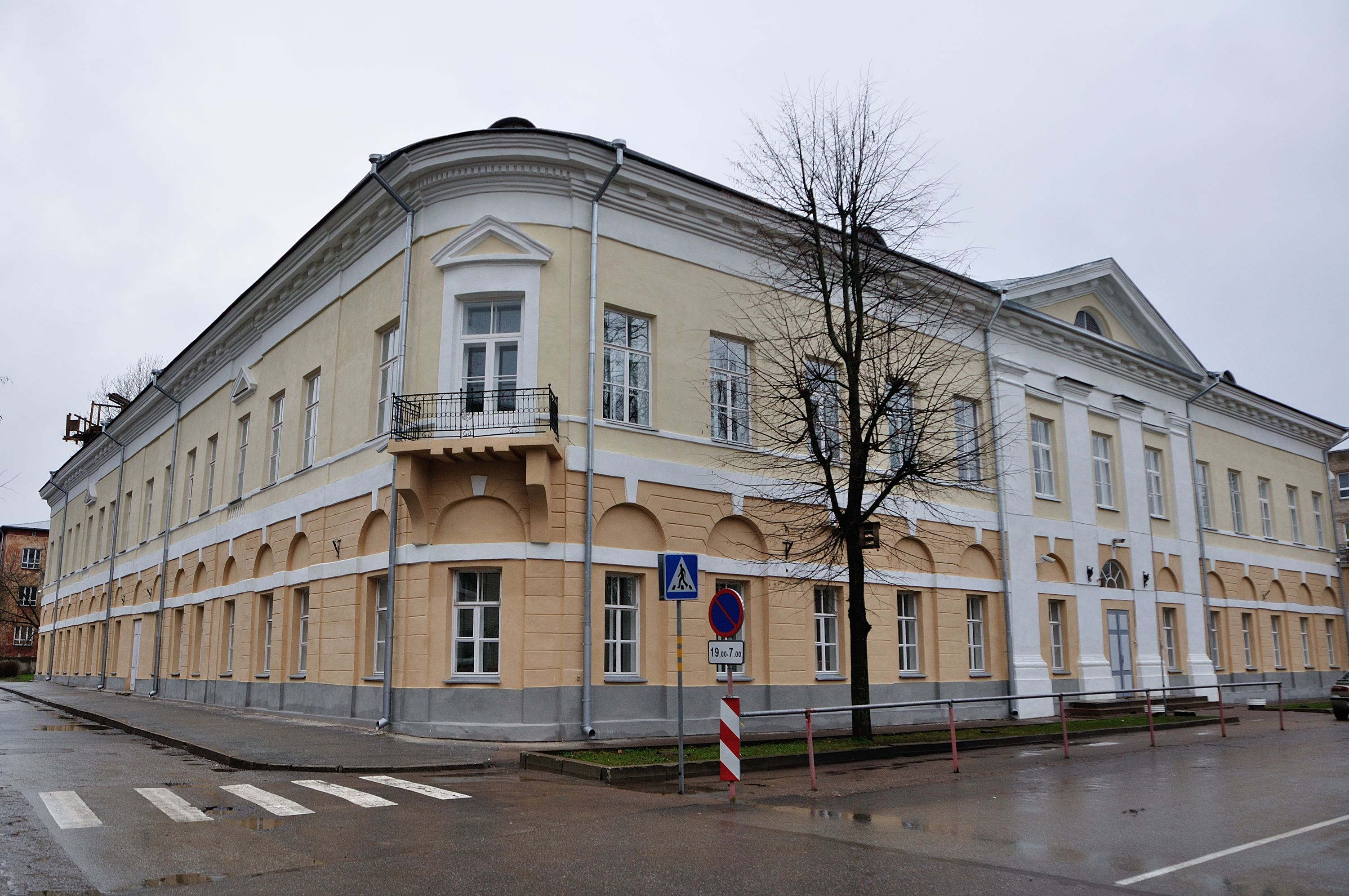
Будівля нарвської чоловічої гімназії

Будинок № 2 — Нарвська державна школа Ваналінна (колишня Нарвська чоловіча гімназія)

## Відомі жителі

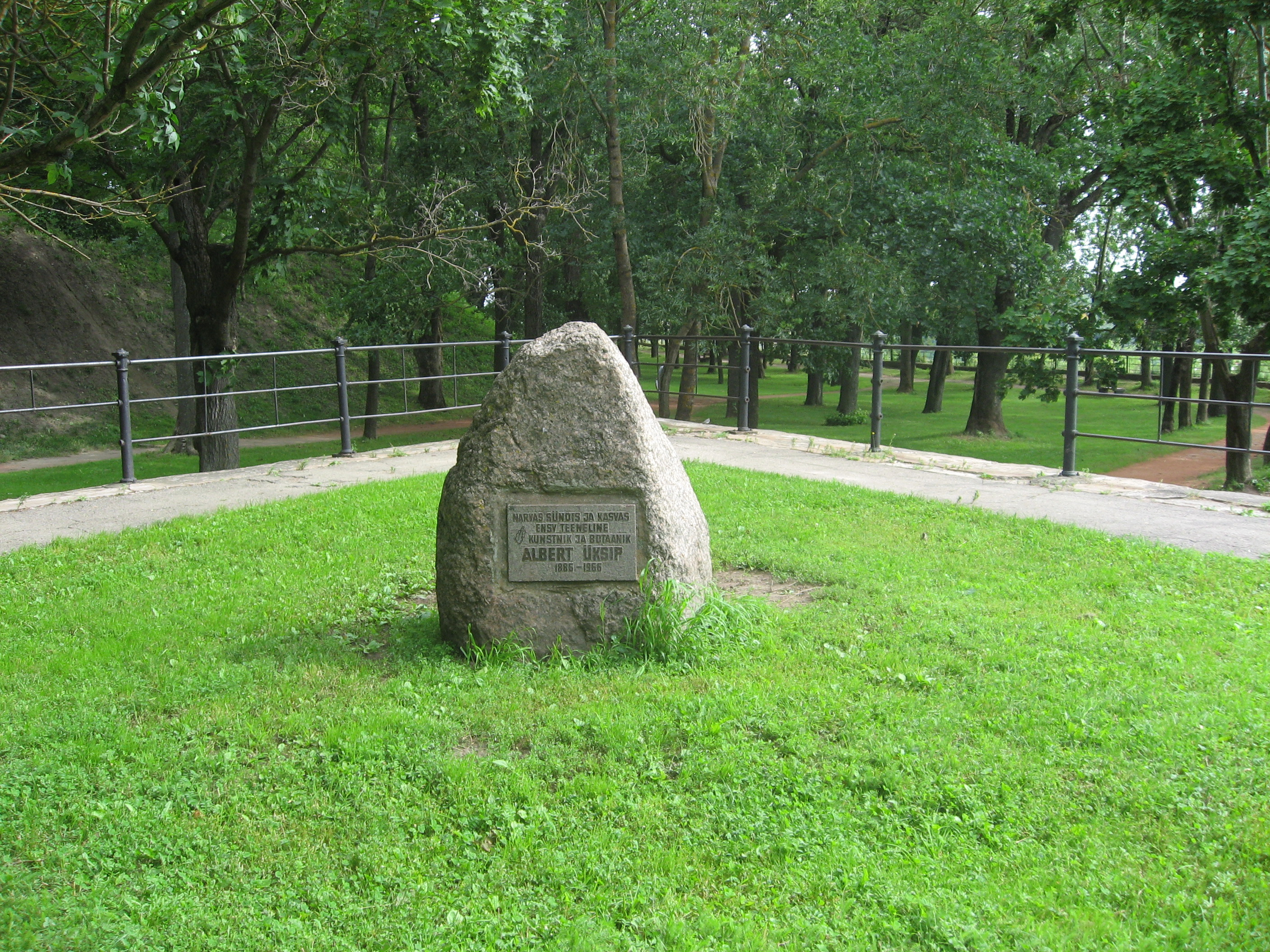
Пам'ятник Альберту Юксипу

Відомий вчений-ботанік, уродженець Нарви, Альберт Юксип (пам'ятний знак встановлений у сусідньому до вулиці « Темному саду»).